# 四基山观音庙
四基山观音庙，位于山东省济宁市曲阜市南辛镇烟庄村四基山，是中华人民共和国山东省文物保护单位之一。
2006年12月7日，授予山东省文物保护单位，是一座古建筑。